# Millwood (Pensilvania)
Millwood es un lugar designado por el censo ubicado en el condado de Westmoreland en el estado estadounidense de Pensilvania. En el Censo de 2010 tenía una población de 566 habitantes y una densidad poblacional de 567,25 personas por km².

## Geografía
Millwood se encuentra ubicado en las coordenadas 40°21′1″N 79°17′7″O / 40.35028, -79.28528. Según la Oficina del Censo de los Estados Unidos, Millwood tiene una superficie total de 1.61 km², de la cual 1.61 km² corresponden a tierra firme y (0%) 0 km² es agua.

## Demografía
Según el censo de 2010, había 566 personas residiendo en Millwood. La densidad de población era de 567,25 hab./km². De los 566 habitantes, Millwood estaba compuesto por el 98.06% blancos, el 1.06% eran afroamericanos, el 0% eran amerindios, el 0.35% eran asiáticos, el 0% eran isleños del Pacífico, el 0.18% eran de otras razas y el 0.35% pertenecían a dos o más razas. Del total de la población el 1.24% eran hispanos o latinos de cualquier raza.